# Marie-Andrée Poulin
 (octobre 2012).
Si vous disposez d'ouvrages ou d'articles de référence ou si vous connaissez des sites web de qualité traitant du thème abordé ici, merci de compléter l'article en donnant les références utiles à sa vérifiabilité et en les liant à la section « Notes et références ».
Marie Andrée Poulin est une animatrice de télévision québécoise. Elle a été connue du public pour avoir animé Call-TV à l'été 2009.

## Biographie
Elle commence son métier d'animatrice en animant l'émission du retour à la maison Retour sans limite sur les ondes de CJMS 1040 où elle présente les informations culturelles. Elle anime par la suite Décompte Franco sur les ondes de 103,3 FM. Par ailleurs, elle a animé plusieurs autres émissions sur cette chaîne. C'est par la suite qu'elle commença à présenter la météo à l'émission Caféine présenté sur les ondes de TQS. C'est à l'été 2009 que Marie Andrée Poulin se démarqua en animant le jeu interactif Call-TV, en direct de Vienne en Autriche où elle présenta des jeux, sans pauses commerciale pendant 2 heures. Elle fait son retour au pays en septembre 2009. Elle continua par la suite à présenter la météo au show du matin. Elle est également la remplaçante de Roxane St-Gelais aux arts et spectacle de la même émission. En début d'été 2011, elle quitte le show du matin puisqu'elle a reçu de nouvelles offres ailleurs. Elle obtient un poste de remplacement à LCN et remplacera Colette Provencher aux nouvelles météo aux Bulletin de nouvelles de 22h00 sur les ondes de TVA.
Depuis l'automne 2011, elle fait la météo à LCN matin ainsi que les TVA Nouvelles midi sur les ondes de LCN (et TVA pour les nouvelles de midi) à tous les samedis et dimanches.
Finalement, en janvier 2012, elle devient la nouvelle reporter aux Arts et spectacles au TVA Nouvelles de 17 h 00, à la suite du départ de Virginie Roy.